# Tarnivci
Tarnivci, Тарнівці en ukrainien, Ungtarnóc en hongrois est un village d'Ukraine du raïon d'Oujhorod, dont la capitale administrative est Oujhorod. Les villages les plus proches sont ceux de Bothfalva, Palló (hu), Gálocs (hu), Sislóc et Bátfa.

## Histoire
La première mention de ce village est de 1271. On rencontre les noms de "Tarnouca", "Tomouch", "Thamowc", "Tarnóc", "Tarnócz". Bod, seigneur de Felsősebes, fils de Gothard de Csorna, reçoit en 1285 le domaine de Kistarnóc (petit tarnóc) de la part du roi Ladislas IV de Hongrie. Le village appartient ensuite à la famille Bukóczi. Une épidémie de peste sévit en 1554. En 1599, le village compte 21 fermes imposables, une église et sa paroisse et une école. En 1696 sont enregistrées 16 familles. En 1720 huit foyers de serfs ( jobbágy háztartása), dont 6 sont hongrois, sont sous l'autorité des frères Pál et György Csernek. En 1828, le village compte 36 maisons avec 302 habitants. En 1848, le domaine appartient au député Zsigmond Bernáth (hu), főispánja de Ung. En 1910, il y a 412 habitants, essentiellement magyars. Il était un village de l'ancien Comitat d'Ung, au sein du Royaume de Hongrie, jusqu'en 1920/1938-1945. Entre les deux guerres mondiales, le village devient tchécoslovaque. L'Armée rouge atteint le village à l'automne 1944 et déporte une cinquantaine d'habitants dans des goulags. Tarnivci appartient à partir de 1945 à l'Union soviétique, jusqu'à la fin de l'année 1991. Il appartient depuis à l'Ukraine.

## Population
- 1828 - 302 habitants
- 1869 - 393 habitants
- 1890 - 350 habitants
- 1910 - 412 habitants
- 1940 - 464 habitants
- 1944 - 411 habitants, slovaques, ruthène, majorité magyare
- 1969 - 557 habitants
- 1989 - 849 habitants, dont 467 d'origine hongroise
- 1991 - 870 habitants, dont 445 d'origine hongroise
- 2001 - 853 habitants, dont 354 d'origine hongroise (41,5 %) et 57 % Ukrainiens.